# Stazione di Cernusco-Merate
La stazione di Cernusco-Merate è una fermata ferroviaria posta sulla linea Lecco-Milano, a servizio dei comuni di Cernusco Lombardone e Merate.

## Storia

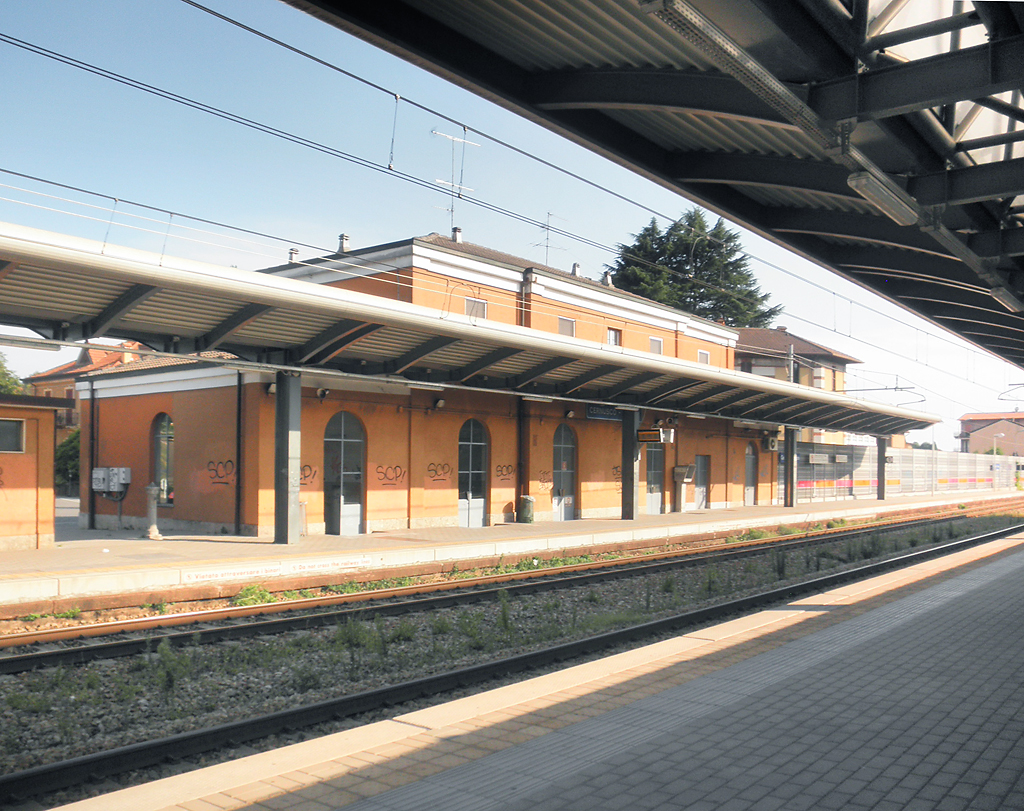
Il piazzale binari

Attivata come stazione, fu trasformata in fermata il 21 aprile 2008, con il completamento del raddoppio del binario sulla tratta da Carnate a Olgiate.

## Traffico ferroviario
La fermata è servita dai treni della linea S8 (Milano–Carnate–Lecco) del servizio ferroviario suburbano di Milano, con frequenza semioraria.